# Rhea (vệ tinh)
Rhea (phiên âm /ˈriːə/) là vệ tinh lớn thứ hai của Sao Thổ và là vệ tinh lớn thứ 10 trong hệ Mặt Trời. Rhea được Giovanni Domenico Cassini, một nhà thiên văn nổi tiếng người Ý, phát hiện năm 1672.

## Tên gọi

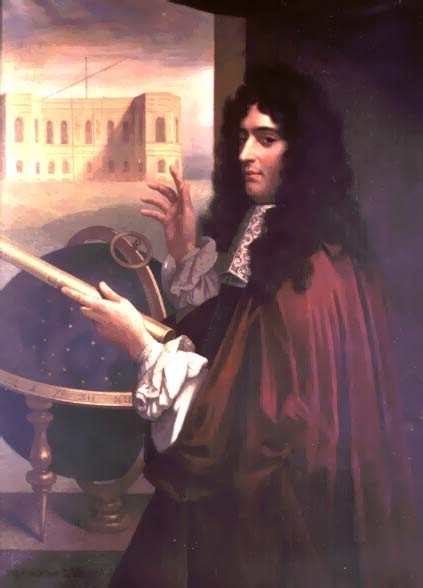
Giovanni Domenico Cassini, người có công phát hiện ra Rhea

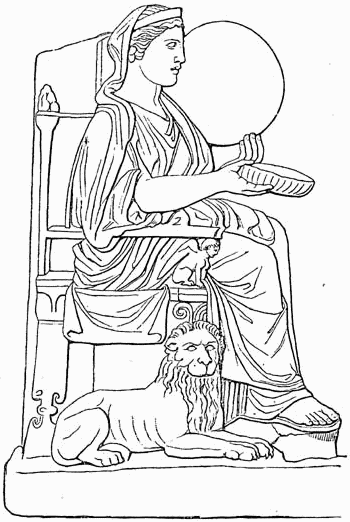
Thần Rhea

Vệ tinh Rhea được đặt theo tên vị thần khổng lồ Rhea trong Thần thoại Hy Lạp, mẹ của các vị thần. Rhea cũng có tên khác là Saturn V.
Lúc đầu Cassini gọi 4 vệ tinh của Sao Thổ mà ông phát hiện ra (Tethys, Dione, Rhea và Iapetus) là Sidera Lodoicea (tiếng La tinh nghĩa là: những vì sao của vua Louis) để vinh danh vua Louis XIV. Tuy nhiên các nhà thiên văn không thích sử dụng cách gọi tên mang tính chất cá nhân như vậy. Lúc đầu họ gọi 4 vệ tinh này là Saturn I, II, III và V (lần lượt theo thứ tự các vệ tinh như trên) cộng thêm Titan là Saturn IV. Sau đó khi phát hiện ra 2 vệ tinh Mimas, Enceladus ở gần Sao Thổ hơn, họ tăng chỉ số ở các vệ tinh này thành III, IV, V và VII. Tiếp đó Hyperion được phát hiện nằm giữa Titan và Iapetus, Iapetus tăng lên thành Saturn VIII. Những tên gọi đó vẫn còn được giữ cho đến ngày nay mặc dù đã có nhiều vệ tinh khác được phát hiện. Như vậy hiện nay, Rhea còn được gọi là Saturn V.
Tên gọi 7 vệ tinh lớn của Sao Thổ mà người ta sử dụng hiện nay được nhà thiên văn học John Herschel (con trai của người đã phát hiện ra 2 vệ tinh Mimas và Enceladus, William Herschel) đặt vào năm 1847 trong tác phẩm Results of Astronomical Observations made at the Cape of Good Hope (Kết quả các quan trắc thiên văn tại mũi Hảo Vọng) của mình. Trong tác phẩm này, ông đã sử dụng tên các vị thần khổng lồ Hy Lạp, tức là các anh chị em của thần Cronos (hay Kronos). Cronos là vị thần trong thần thoại Hy Lạp tương đương với thần Saturn trong thần thoại La Mã.

## Đặc điểm

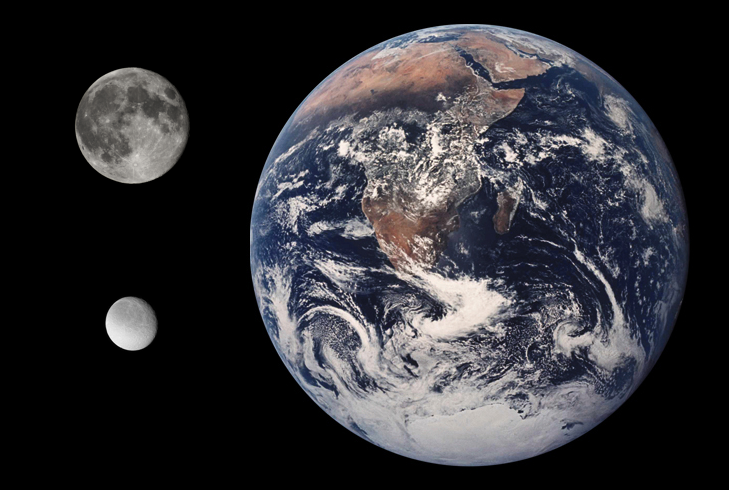
Rhea khi so với Trái Đất và Mặt Trăng.

Rhea là một thiên thể băng có mật độ cỡ chừng 1,233 g/cm³. Từ mật độ đó, người ta có thể suy ra Rhea chủ yếu cấu tạo từ nước đóng băng (khối lượng riêng 1,000 g/cm³) chiếm 75%, còn lại là đá (khối lượng riêng 3,250 g/cm³). Mặc dù có kích thước lớn thứ 9 trong các vệ tinh của hệ Mặt Trời, khối lượng của Rhea chỉ đứng thứ 10 trong họ hàng các vệ tinh. Vệ tinh Oberon của Sao Thiên Vương có kích thước nhỏ hơn một chút (bán kính 761,4 km so với 764,4 km) nhưng có khối lượng lớn hơn rõ rệt (3,014 × 1021 kg so với 2,3166 × 1021 kg). Lúc đầu người ta cho rằng Rhea có lõi đá. Tuy nhiên những kết quả đo đạc được tàu thám hiểm Cassini thực hiện cho thấy mô men quán tính quay của Rhea là khoảng 0,4 kg·m². Nếu như lõi của Rhea bằng đá, đại lượng này sẽ ở vào khoảng 0,34, còn với giá trị đo được, có lẽ bên trong Rhea sẽ tương đối đồng nhất. Nếu có sự khác biệt thì chỉ là việc băng ở lõi của nó sẽ bị nén lại dưới áp suất cao. Kích thước của Rhea cũng phù hợp với một vật thể đồng nhất trong cân bằng thủy tĩnh.
Hình dáng của Rhea tương tự với hình dáng của Dione, với sự khác biệt giữa 2 bán cầu, một hướng theo chiều chuyển động và một hướng ngược lại. Từ đó, người ta nhận thấy những nét tương đồng trong cấu tạo cũng như lịch sử của 2 vệ tinh này. Nhiệt độ ban ngày của Rhea là 99 K (−174 °C), ban đêm (khi bị Sao Thổ che khuất) hạ xuống trong khoảng từ 53 K (−220 °C) đến 73 K (−200 °C).
Rhea có rất nhiều các miệng hố thiên thạch và các dải mỏng sáng màu trên bề mặt. Có thể chia Rhea thành 2 khu vực địa chất khác biệt dựa vào mật độ các hố thiên thạch: vùng bề mặt thứ nhất có các hố thiên thạch đường kính trên 40 km trong khi vùng bề mặt thứ 2 chỉ có các hố thiên thạch với kích thước nhỏ hơn kích thước trên. Điều đó chứng tỏ rằng trong lịch sử hình thành, Rhea đã xảy ra các quá trình địa chất làm thay đổi bề mặt của nó.

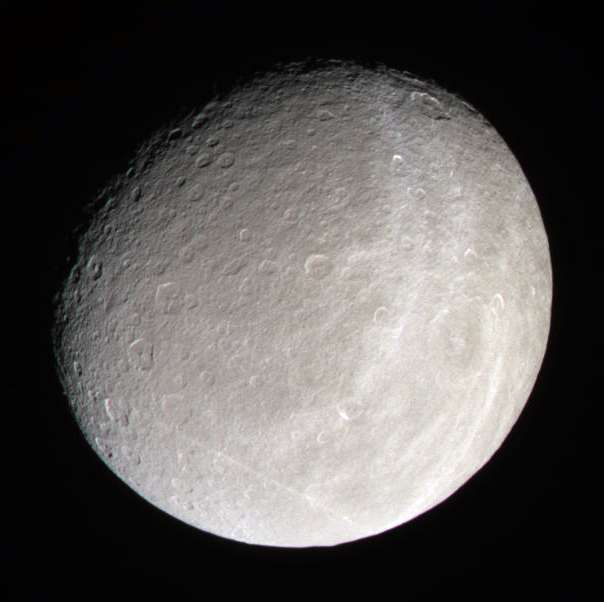
Ảnh bán cầu hướng ngược chiều quay của Rhea. Cassini chụp ngày 16 tháng 1 năm 2005

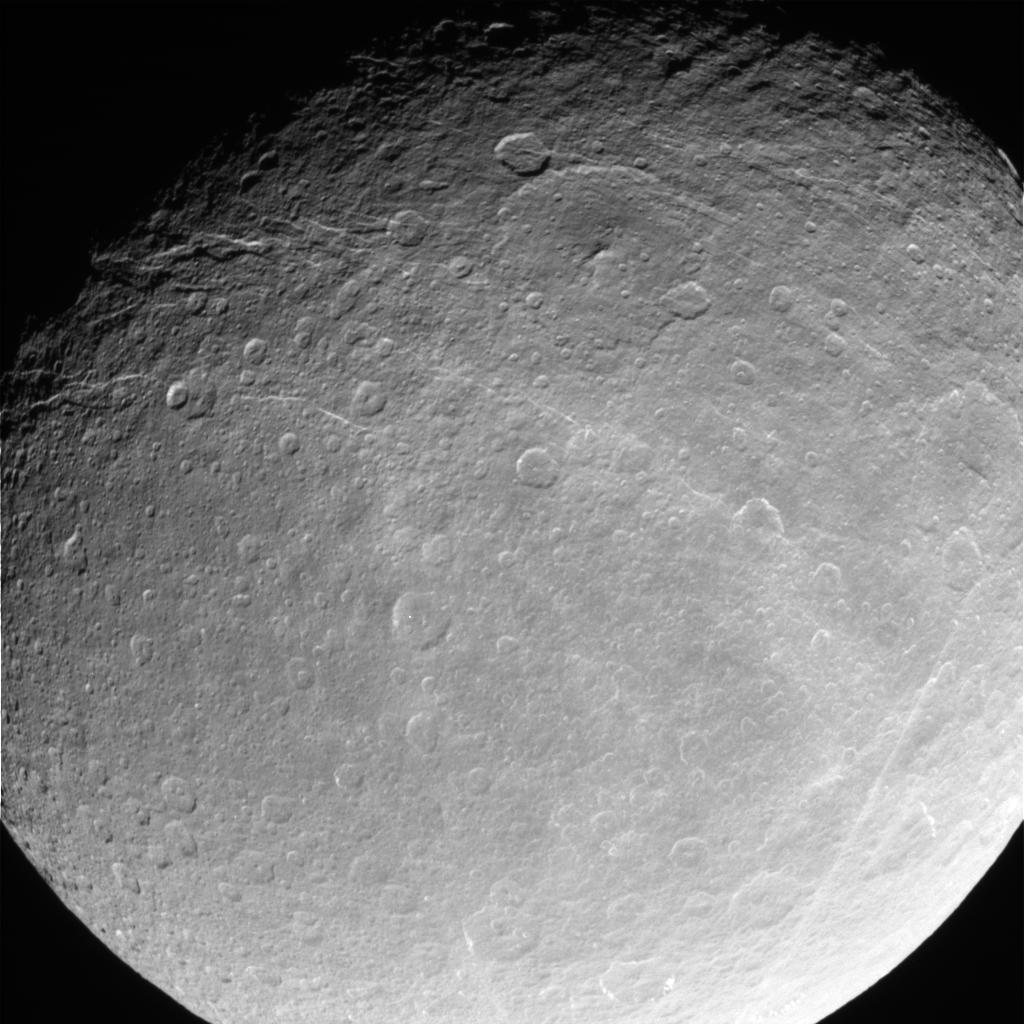
Vẫn là ảnh bán cầu này của Rhea. Ảnh có độ phân giải cao cho thấy các vách núi băng

Bán cầu hướng theo chiều quay của vệ tinh có nhiều hố thiên thạch và sáng màu một cách đồng nhất. Các miệng hố thiên thạch không cao như miệng hố thiên thạch trên Mặt Trăng và Sao Thủy. Trên bán cầu hướng ngược lại có một mạng lưới các dải sáng màu trên một bề mặt tối cộng thêm chỉ một vài miệng hố thiên thạch là có thể nhìn thấy được. Lúc đầu người ta cho rằng các dải sáng màu này là kết quả của những đợt phun trào của các núi lửa băng xảy ra trong thời kì đầu hình thành của Rhea, khi phần bên trong của vệ tinh này chưa hóa rắn. Tuy nhiên những quan sát gần đây về bề mặt tương tự nhưng tối màu hơn và nhiều dải sáng hơn của vệ tinh Dione đã cho thấy những dải sáng màu này là những vách núi băng. Từ đó có thể suy ra các dải sáng của Rhea cũng là các vách núi băng.
Ngày 17 tháng 1 năm 2006, khi Cassini bay qua Rhea, nó đã chụp một số bức ảnh về vùng bề mặt có nhiều dải sáng của Rhea. Những bức ảnh này có chất lượng tốt hơn, góc chiếu của Mặt Trời cũng thấp hơn những bức ảnh trước đó. Mặc dù kết quả phân tích các bức ảnh vẫn chưa được đưa ra, chúng cũng đã cho thấy có vẻ như các dải sáng của Rhea cũng là các vách núi băng như các dải sáng của Dione.

## Khí quyển
Ngày 27 Tháng 11 năm 2010, NASA công bố việc phát hiện ra một bầu không khí loãng - ngoại quyển (exosphere). Nó bao gồm oxy và carbon dioxide trong tỷ lệ khoảng 5 đến 2. Mật độ bề mặt của ngoại quyển là khoảng 106 phân tử trong một cm khối.

## Vành đai của Rhea

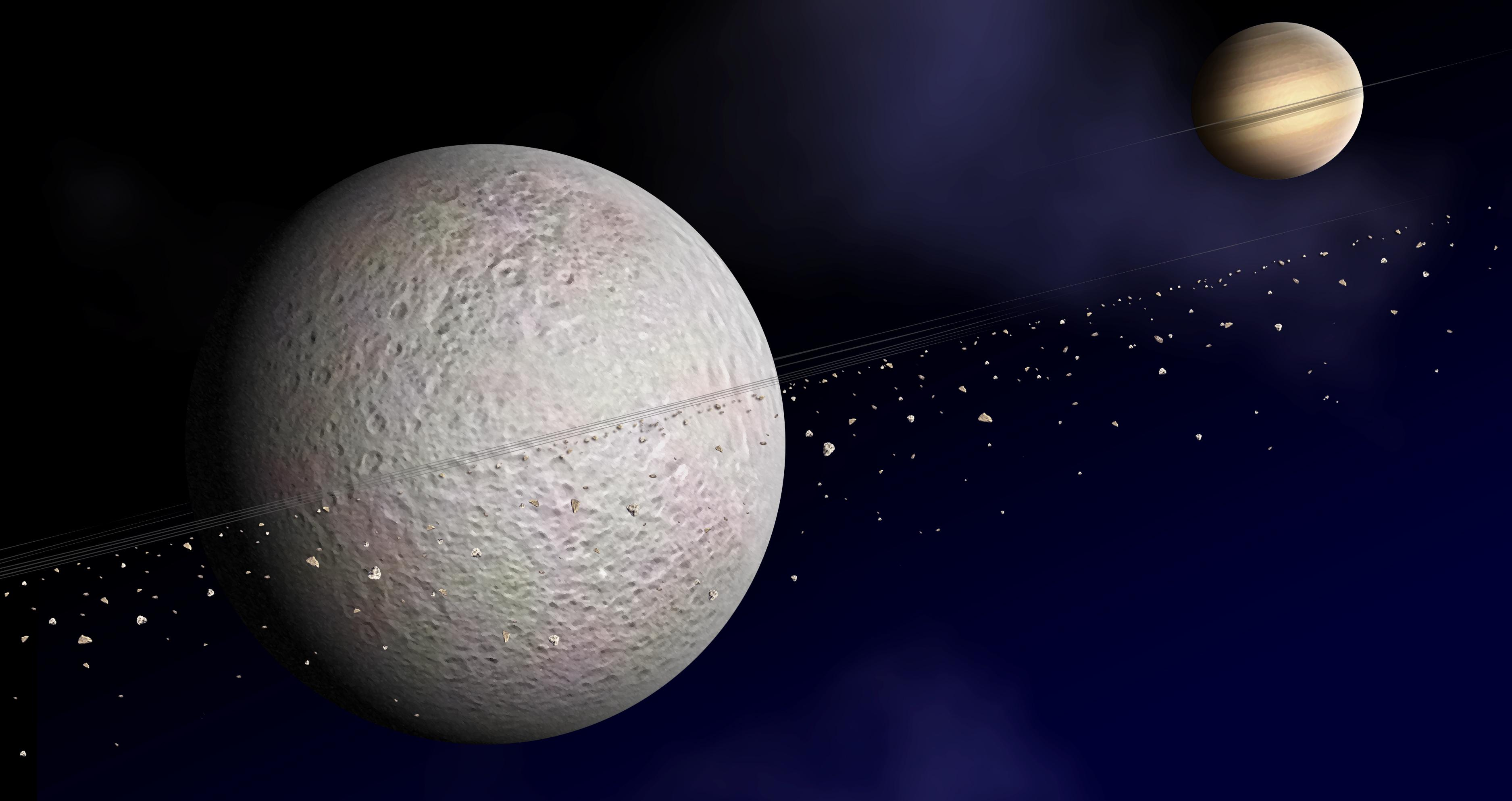
Minh họa vành đai của Rhea

Ngày 6 tháng 3 năm 2008, NASA công bố việc phát hiện thấy một vành đai rất mỏng xung quanh Rhea. Đây là vành đai đầu tiên của một vệ tinh được phát hiện. Người ta phát hiện ra vành đai này nhờ những quan sát về sự thay đổi của dòng electron trong từ trường của Sao Thổ. Bụi và vụn đá xung quanh Rhea có thể được phát hiện ở biên vùng Hill của Rhea (vùng không gian chịu lực hấp dẫn của vệ tinh lớn hơn so với lực hấp dẫn của hành tinh chủ gây ra). Tuy vậy bụi và vụn đá tập trung dày hơn ở gần vệ tinh, tạo thành 3 dải vành đai hẹp quay quanh nó.

## Thám hiểm
Tàu thám hiểm Cassini chuyển động quanh Sao Thổ đã nhiều lần thực hiện chụp ảnh Rhea ở khoảng cách trung bình. Một số lần Cassini đã thực hiện tiến gần đến Rhea: ngày 26 tháng 11 năm 2005 cách Rhea khoảng cách 500 km; ngày 30 tháng 8 năm 2007 cách 5.750 km. Dự kiến trong 2 năm kéo dài thời gian hoạt động dự án Cassini, tàu thám hiểm này sẽ đến rất gần Rhea. Cụ thể nó sẽ ở cách Rhea 100 km vào ngày 2 tháng 3 năm 2010.